# إريك بريدز
اريك شيريدان بريدز (بالإنجليزية: Eric Prydz)‏ (ولد 19 يوليو 1976) عازف دي جي و منتج موسيقي سويدي يعيش في لندن، المملكة المتحدة، أعلنت مجلة دي جي في أكتوبر 2011 عن نتائج الاستطلاع السنوي للأعلى 100 دي جي، حيث جاء إريك بريدز في المركز 46.

## روابط خارجية
- إريك بريدز على موقع IMDb (الإنجليزية)
- إريك بريدز على موقع ميوزك برينز (الإنجليزية)
- إريك بريدز على موقع ميوزك برينز (الإنجليزية)
- إريك بريدز على موقع رولينغ ستون (الإنجليزية)
- إريك بريدز على موقع أول ميوزيك (الإنجليزية)
- إريك بريدز على موقع أول ميوزيك (الإنجليزية)
- إريك بريدز على موقع ديسكوغز (الإنجليزية)
- إريك بريدز على موقع ديسكوغز (الإنجليزية)

- الموقع الرسمي